# Иван Кнежевић
Иван Кнежевић (Попови, 1760 — Шабац, 29. јун/12. јул 1840) познатији у народу као Кнез Иво од Семберије је био кнез над свим селима тадашње Бијељинске нахије.
Кнез Иво је рођен у Поповима код Бијељине. Поред Филипа Вишњића један је од најзначајнијих српских историјских личности рођених у Семберији и као такав се појављује на грбу општине Бијељина.

## Живот у Семберији
Кнез Иво је био обор-кнез над свих 12 села Бијељинске нахије и 1806. године је учествовао у откупљивању српског робља од Турака. 1809. године је стао на чело устаника у Семберији у догађајима „офанзивног плана“ којим је Карађорђе намеравао да ослободи целу Босну и све српске земље на Балкану. Међутим, због неочекиваног упада Турака у Поморавље, све устаничке војске су се морале повући из Босне у Србију плашећи се одмазде Турака и са њима је и Кнез Иво напустио ове крајеве.

## Избеглиштво
Са својим устаницима 1809. године Кнез Иво се населио у Мачви и селима дуж Саве, где је добио титулу војводе избеглих Срба. Током тог времена, од 1809. до 1813. налазио се у војном смислу под командом војводе попа Луке Лазаревића у Шапцу. Када је 1813. године пропала Карађорђева Србија, кнез Иво од Семберије се поново определио за избеглиштво и све до иза 1820. године живи у Срему, на територији Аустријске царевине.
Нови господар Србије, кнез Милош Обреновић, дозволио је кнезу Ивану да се 1820. године поново настани у Шапцу, где га је поставио за члана Општинског суда. Он није могао да обавља ову службу, па је последњих година живота био кратко домар у шабачкој гимназији, а на крају живота и штићеник владике Максима на епископском конаку у Шапцу.
29. јуна (по старом календару) 1840. године је умро. Његов портрет насликао је Георгије Бакаловић и данас се чува у Народном музеју у Београду.

## Дела о Кнезу Иви
Кнез Иво од Семберије је опеван у песми Филипа Вишњића "Кнез Иван Кнежевић", која је добила и историјски увод написан од стране Вука Караџића. Такође, Бранислав Нушић је написао трагедију „Кнез Иво од Семберије“, на основу које је настала и опера „Кнез Иво од Семберије“. Споменик с његовом бистом у Шапцу је освећен 26. септембра 1937.